# عبد الله المعطش
عبد الله المعطش (18 مايو 1981 -)، ممثل سعودي.

## عن حياته
هو ممثل سعودي شاب له العديد من الأعمال التلفزيونية اهمها طاش ما طاش - سكتم بكتم - بيني وبينك - غشمشم وغيرها...

## أعماله

### المسلسلات
- 2007: غشمشم 2.
- 2007: بيني وبينك.
- 2008: غشمشم 3.
- 2008: جاري يا حمودة.
- 2009: غشمشم 4.
- 2009: طاش ما طاش 16.
- 2010: وش وشة.
- 2010: طاش ما طاش 17.
- 2010: سكتم بكتم.
- 2011: طاش ما طاش 18.
- 2011: سكتم بكتم 2.
- 2012: طالع نازل.
- 2012: سكتم بكتم 3.
- 2013: هشتقة 2.
- 2013: سكتم بكتم 4.
- 2014: خميس بن جمعة.
- 2014: بنق.
- 2017: سناب شاف.
- 2019: عندما يكتمل القمر.
- 2019: سريع سريع.
- 2019: العاصوف - الجزء الثاني
- 2020: أم القلايد.

## روابط خارجية
- عبد الله المعطش على موقع قاعدة بيانات الأفلام العربية